# Џозеф Естрада
Џозеф Ехерсито Естрада (шп. Joseph Ejercito Estrada; 19. април 1937), рођен као Хосе Марсело Ехерсито (шп. José Marcelo Ejercito), филипински је политичар и бивши глумац који је служио као 13. председник Филипина од 30. јуна 1998. до 20. јануара 2001. Претходно је био потпредседник државе од 1992. до 1998, а касније градоначелник Маниле од 2013. до 2019. године.